# 拟玉龙乌头
拟玉龙乌头（学名：Aconitum pseudostapfianum）为毛茛科乌头属下的一个种。分布于中国四川西南部、贵州本部、云南西北部和东北部。生于海拔2400-3200山地。

## 扩展阅读
- 維基物種上的相關：拟玉龙乌头